# Gebruikersomgeving

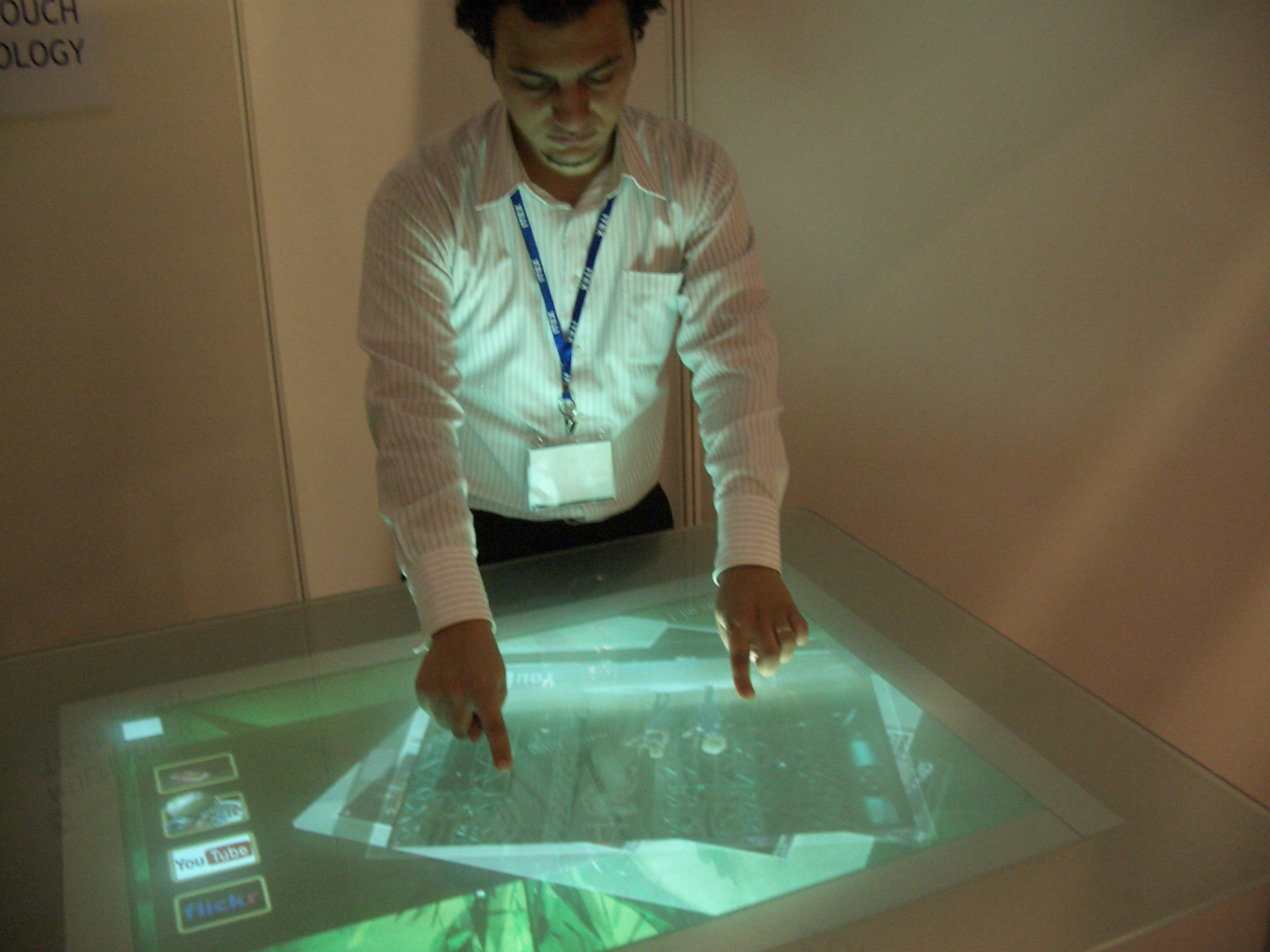
Interactie tussen mens en computer via een aanraakscherm

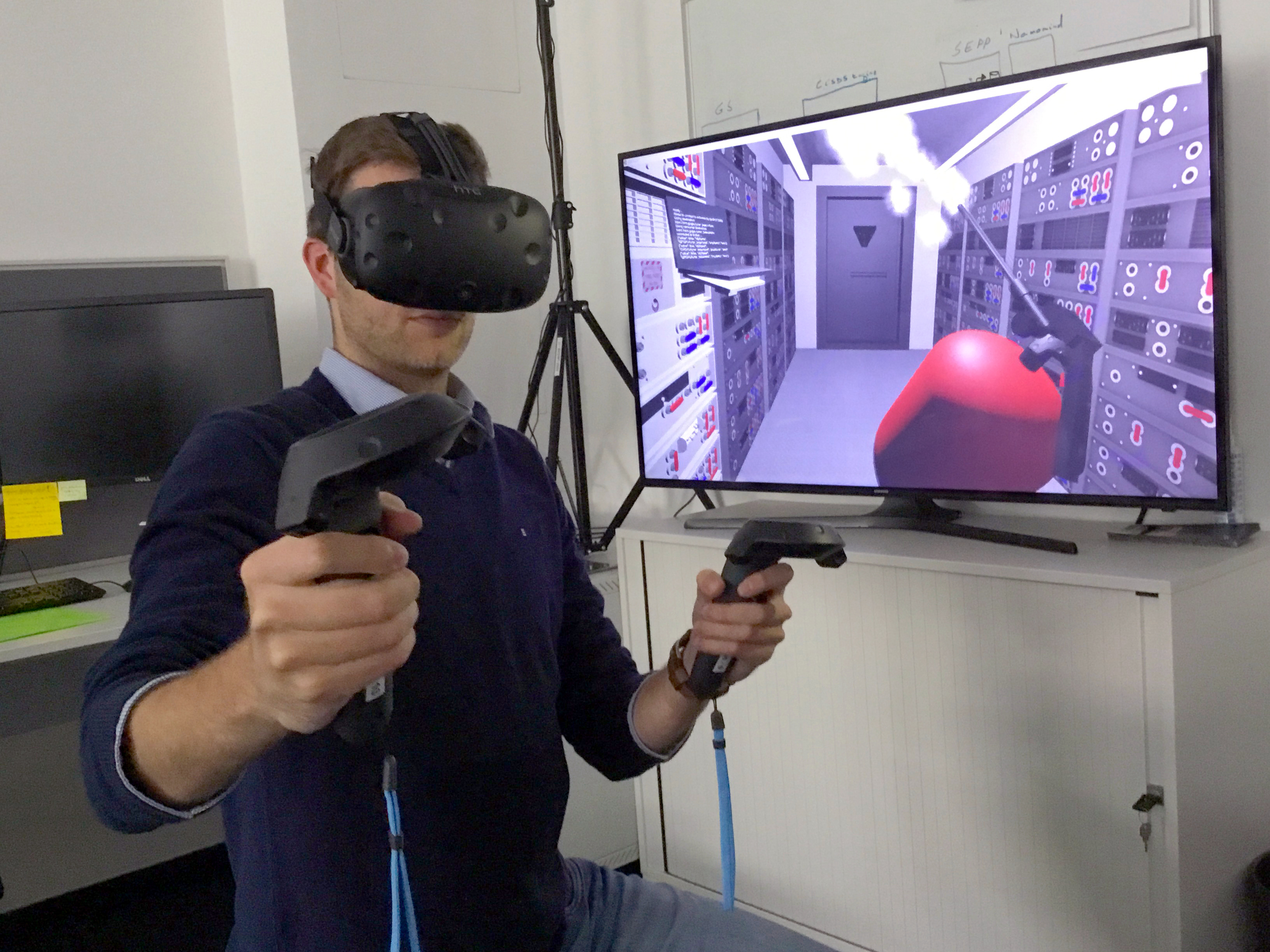
Interactie met een virtual reality (VR)-omgeving

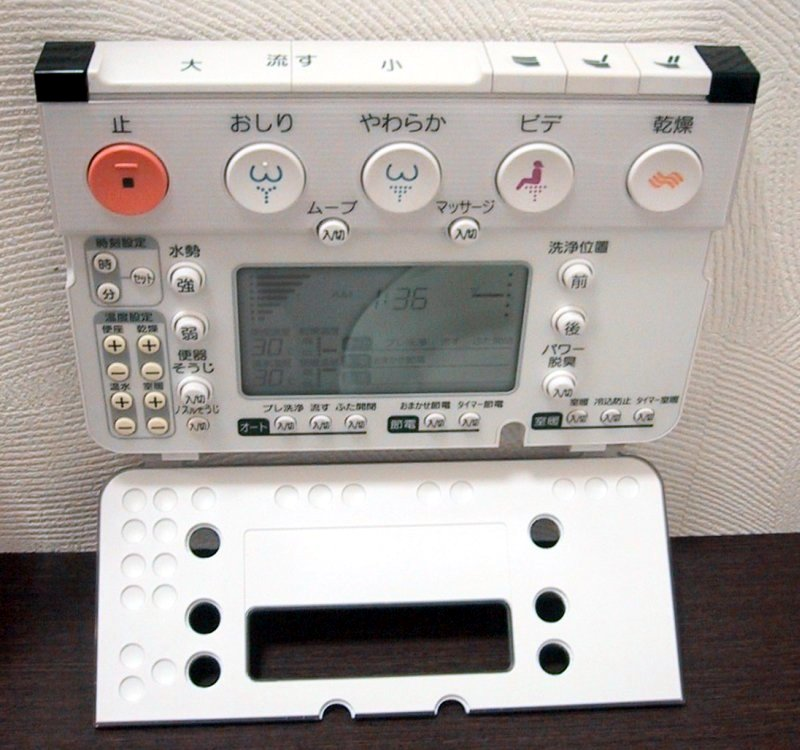
Gebruikersinterface van een Japans toilet

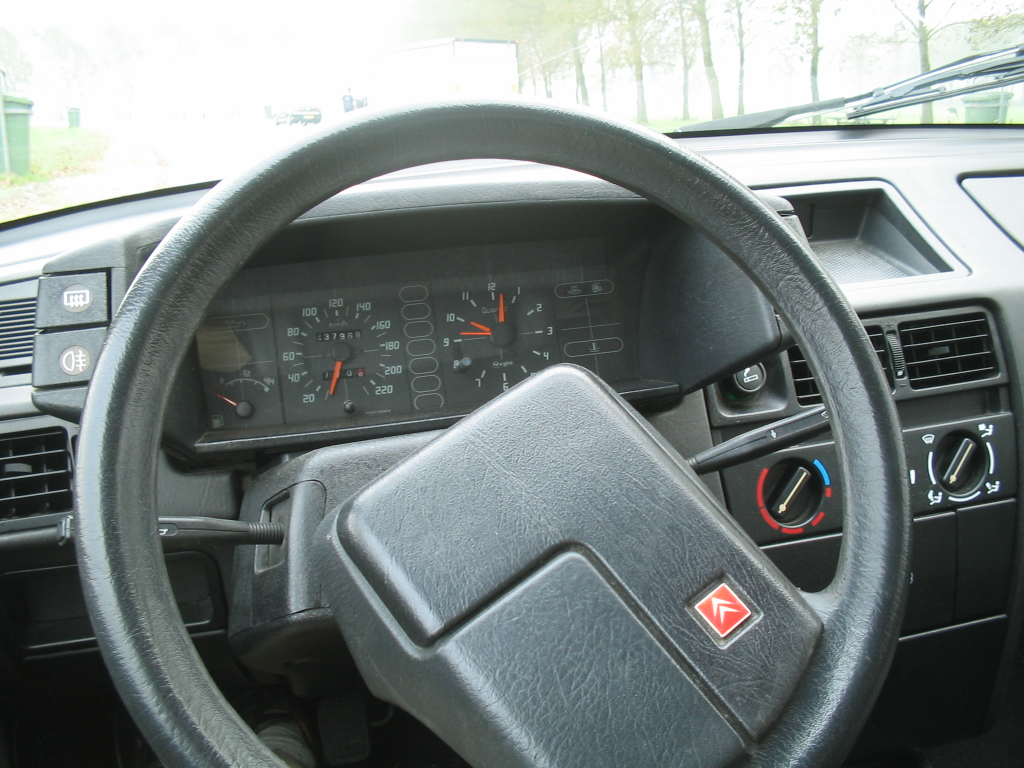
Dashboard en stuur van een auto

Een gebruikersomgeving of gebruikersinterface, van het Engelse user interface (UI), ook wel mens-machine-interface of man-machine interface (MMI) of human-machine interface (HMI), is de interface (intermediair) tussen een computer (of andere machine) en de mens die de computer gebruikt. De gebruikersinterface maakt interactie tussen mens en machine mogelijk. 
Een efficiënte gebruikersomgeving heeft een zo gebruiksvriendelijk en efficiënt mogelijk ontwerp. Dit betekent dat de gebruikers die het systeem gebruiken minimale input (invoer) hoeven te leveren om een gewenst resultaat te behalen. Het proces moet zo soepel mogelijk verlopen om de gebruiker een goede ervaring te geven. 
De gebruikersomgeving kan bestuurd worden op verschillende manieren. Traditioneel is dat via fysieke hardware zoals een toetsenbord of muis. Ook kan een gebruikersomgeving reageren op fysieke bewegingen, zoals zwaaien of met je hoofd schudden. Een conversational user interface (CUI) maakt het via spraakherkenning mogelijk om een machine te besturen door er tegen te praten.
In virtual reality (VR) is de gebruiker geheel omgeven door de gebruikersomgeving. Met augmented reality (AR) daarentegen wordt de gebruikersomgeving toegevoegd aan een projectie van de werkelijkheid.

## Voorbeelden
- Grafische gebruikersinterface (GUI)
- Opdrachtregelinterface (CLI)
- Tekstuele gebruikersinterface (TUI)

## Toepassingen

### Computers
De gebruikersomgeving is het totaal van alle delen van de hardware en software van een computer die gebruikt worden om de computer en de gebruiker te laten communiceren. Via de gebruikersinterface kunnen door de gebruiker gegevens worden ingevoerd met behulp van bijvoorbeeld een toetsenbord, muis of microfoon. Ook kan de computer gegevens en informatie tonen, bijvoorbeeld via een beeldscherm.

### Auto's
Bij een auto bestaat de gebruikersomgeving onder andere uit de pedalen, het stuur, het dashboardinstrumentarium, de handrem en de versnellingspook. De gebruikersomgeving van een automobilist omvat vaak ook een routenavigatiesysteem.

### Industriële systemen
In industriële systemen wordt een gebruikersomgeving meestal een HMI-systeem genoemd, wat een afkorting van human-machine interface is. Een HMI-systeem bestaat vaak uit een aanraakscherm met ingebouwde processor, geheugen en communicatiekaarten. De interface vergemakkelijkt het zichtbaar maken van gegevens voor de menselijke operator (visualisatie), het beïnvloeden van deze systemen (sturing) en het weergeven van alarmen. Voor de interface wordt vaak Supervisory control and data acquisition (SCADA)-software gebruikt.
Via de gebruikersomgeving kan de bediener (operator) de machine of delen ervan aan- of uitschakelen of snelheden veranderen. Naast besturen kan de operator ook van eventuele alarmen op de hoogte worden gebracht. Dit gebeurt als een te volgen systeem of parameter, ondanks de automatische regelingen, buiten zijn gedefinieerde toegestane ruimte komt. De operator kan dan via de gebruikersinterface ingrijpen om het proces te stabiliseren en te regelen.
Een gebruikersomgeving van een industrieel systeem bevat meestal ook een trendingmodule. Hiermee wordt de historie van bepaalde variabelen bijgehouden en in een grafiek weergegeven. Hierdoor kan een operator het proces beter in de gaten houden en na een storing beter terug zoeken wat er mis is gegaan.